# Bamendaturako
Bamendaturako (Tauraco bannermani) är en utrotningshotad fågel i familjen turakor inom ordningen turakofåglar som är endemisk för Kamerun.

## Kännetecken

### Utseende
Bamendaturako är en stor och grön fågel med en kroppslängd på 43 centimeter. Den är överlag mörkgrön, ljusare grön på undersidan och på huvudet har den en för utbredningsområdet diagnostisk orange tofs. I flykten syns lysande karminröda vingfläckar. 

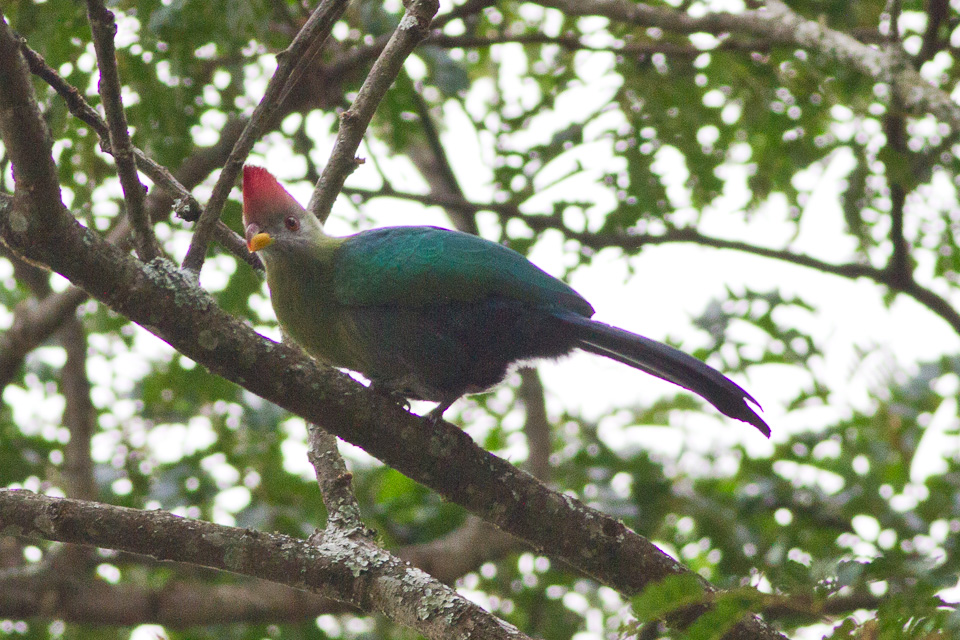

### Läte
Arten känns lätt igen under artens gryningskör, då granngrupper (upp till 15 individer) svarar varandras rop. Lätet som kan höras upp till en kilometer är det för gröna turakor typiska kau kau kau, men generellt snabbare framfört och ljusare. Från guineaturako (T. persa) skiljer den sig genom luckan mellan första tonen och resten av sången.

## Utbredning och systematik
Bamendaturakon förekommer enbart i sydvästra Kamerun, huvudsakligen i Bamendahögländerna men även vid närbelägna Mount Mbam och, senast upptäckt, vid Fossimondi och Fomenji i sydväst. Den behandlas som monotypisk, det vill säga att den inte delas in i några underarter. Tidigare placerades turakorna i ordningen gökfåglar, men DNA-studier visar dock att de skildes åt för relativt länge sen och det är inte heller säkert att de är varandras närmaste släktingar.

## Levnadssätt
Bamendaturakon är en trädlevande frugivor som förekommer i bergsskogar. Den klarar sig även i ungskog så länge det finns tillräckligt med höga, fruktbärande träd.I lägre regioner ersätts den av guineaturakon (T. persa) som hittas i öppnare skog eller buskmarker. Den verkar röra sig mot högre regioner (2200-2600 meters höjd) under häckningssäsongen, förmodligen för att följa fruktträds årstidsmönster.

## Status
Arten har ett mycket begränsat och fragmenterat utbredningsområde och en liten världspopulation på endast 1500-7000 vuxna individer som dessutom minskar kraftigt till följd av skogsavverkning. Internationella naturvårdsunionen IUCN kategoriserar därför arten som starkt hotad.

## Namn
Fågelns vetenskapliga artnamn hedrar David Armitage Bannerman (1886-1979), skotsk ornitolog och samlare av specimen. Fram tills nyligen kallades den även bannermanturako på svenska, men justerades 2022 till ett enklare och mer informativt namn av BirdLife Sveriges taxonomikommitté.